# Vicenta N'Dongo
Vicenta N'Dongo   (Barcelona, 5 de juliol de 1968) és una actriu catalana d'ascendència equatoguineana.

## Trajectòria
Especialitzada en art dramàtic a l'Institut del Teatre de Barcelona i amb estudis de dansa, cant i tallers amb John Strasberg, Boris Rotestein i José Sanchis Sinisterra, ha fet teatre, cinema i televisió (i també ha fet de presentadora de televisió, a TV3). L'any 2007 va formar part del jurat del BAFF 2007 - 9è Festival de Cinema Asiàtic de Barcelona.
Al 2008 va fer el primer paper teatral com a protagonista. Va ser en una obra de Harold Pinter, Traïció, dirigida per Carles Alfaro Hofmann, en què interpretava una dona blanca. El 2010 va formar part del repartiment de l'obra teatral Un déu salvatge, de Yasmina Reza. El 2011 va col·laborar en un projecte de poesia. Va ser una de les 15 veus interpretant poemes musicats pel compositor Rudy Gnutti.
Actualment compagina la feina de productora amb la d'actriu de teatre i televisió.

## Premis i reconeixements
El 2024 li va ser concedit el Premi Nacional de Cultura de la Generalitat de Catalunya «per ser un dels grans noms de l'escena catalana i per la seva aportació constant al món de la interpretació des del cinema, el teatre i la televisió en els papers més diversos des del seu debut el 1991».

## Vida personal
El maig del 2016 va ser mare d'un nen.

## Cinema

### Llargmetratges
- (1992) El largo sueño de las plantas
- (1993) Monturiol, el senyor del mar
- (1995) El perquè de tot plegat
- (1996) La sal de la vida
- (1997) Airbag
- (1999) Los Lobos de Washington
- (1999) Un banco en el parque
- (2001) Sin noticias de Dios
- (2002) Ilegal
- (2003) A la ciutat[4]
- (2004) En el mundo a cada rato
- (2004) Ar meno un quejío
- (2006) Lo bueno de llorar
- (2009) V.O.S.
- (2010) El dios de madera
- (2013) Menú degustació[5]

### Curtmetratges
- Grande y pequeño
- Invocación al crimen
- Candela
- ¿Y si se lo digo?
- El segador
- Klinc
- (1999) Itara (La madre)
- (2001) Flor de lotro
- (2004) Cara sucia
- (2005) Mercancías
- (2007) Dibujo de David
- (2012) Rutina

## Televisió

### Actriu
- L'illa
- (1992) Quico, el progre
- (1992) El largo sueño de las plantas
- (1993) Monturiol, el senyor del mar
- (1995) El perquè de tot plegat
- (1996) Sitges
- (1996) Un toc de canyella
- (1997) Airbag
- (1998) Hermanas
- (1999) Compañeros
- (1999) 7 vidas
- (1999) Los lobos de Washington
- (1999) Un barco en el parque
- (2000-2004) Dinamita
- (2000) Después de la lluvia
- (2001) Sin noticias de Dios
- (2002) Ilegal
- (2003) A la ciutat
- (2003) Mónica
- (2004) Aquí no hay quien viva
- (2004) Un mundo a cada rato
- (2004) Ar meno un quejío
- (2005) Trilita
- (2005) La Mandrágora
- (2005) El cor de la ciutat
- (2006) Lo bueno de llorar
- (2007) Perquè ningú no oblidi el teu nom
- (2007) Després de la pluja
- (2007) La Via Augusta
- (2008) La ratjada
- (2009) V.O.S.
- (2010) La sagrada família
- (2010) El dios de madera
- (2011) Dues Dones Divines
- (2013) Menú degustació
- (2018) Quién te cantará
- (2021) Com si fos ahir
- (2021) Buga Buga
- (2022) Mensajes privados
- (2022) Mantícora
- (2022) Zorras
- (2022) Días mejores
- (2023) La mesías

### Presentadora
- (1992-1994) Zona V
- (2004) Amor, has de tenir vista

### Altres
- (2004) Tons (poesia x cantar)

## Teatre
- La Traviata
- L'elisire d'amore
- La luna de Valencia
- Andante amoroso
- (1991) El sueño de una noche de verano
- (1995) Golfus de Roma
- (1995) L'hora dels adéus
- (1995) El destí de les violetes
- (1997) Martes de Carnaval
- (1997) Àngels a Amèrica
- (1997) Amor de Don Perlimplín con Belisa en su jardín
- (1999) El especulador
- (2001) Ecos y silencios
- (2002) El perro del hortelano
- (2004) La pata negra
- (2005) V.O.S.
- (2007) Què va passar, Wanoulelé?
- (2009) Traïció
- (2010) Un deu salvatge,[6] de Yasmina Reza